# NGC 7449
NGC 7449 é uma galáxia elíptica (E) localizada na direcção da constelação de Andromeda. Possui uma declinação de +39° 08' 45" e uma ascensão recta de 22 horas, 59 minutos e 37,6 segundos.
A galáxia NGC 7449 foi descoberta em 23 de Outubro de 1878 por Édouard Jean-Marie Stephan.